# Nathaniel Folsom
Nathaniel Folsom (* 28. September 1726 in Exeter, New Hampshire Colony; † 26. Mai 1790 ebenda) war ein US-amerikanischer Politiker. Im Jahr 1774 und zwischen 1777 und 1780 war er Delegierter für New Hampshire im Kontinentalkongress.

## Werdegang
Nathaniel Folsom besuchte die öffentlichen Schulen seiner Heimat. Ab etwa 1740 arbeitete er im Handel. Später spezialisierte er sich auf die Holzbranche. Unter anderem betrieb er ein Sägewerk und handelte neben seinen anderen Tätigkeiten für den Rest seines Lebens mit Holz. Schon in jungen Jahren war er Mitglied der Miliz seiner Heimat. Während des Siebenjährigen Krieges war er Hauptmann in der Miliz und nahm aktiv am Kriegsgeschehen teil. Auch nach dem Krieg blieb er in der Miliz, in der er bis zum Ausbruch der Revolution bis zum Oberst aufstieg. Er schloss sich der Revolutionsbewegung an und stieg bis zum Generalmajor auf. Er nahm dann am Unabhängigkeitskrieg teil.
Politisch war er schon vor der amerikanischen Unabhängigkeit aktiv. Er war gelegentlich Leiter von politischen Diskussionen in seiner Heimatstadt Exeter. Im Jahr 1774 wurde er Delegierter zum Provincial Congress von New Hampshire, dem er bis 1783 angehörte. Dieser Kongress ernannte ihn noch im Jahr 1774 zum Delegierten für den ersten Kontinentalkongress. Folsom wurde auch Mitglied im Sicherheitsausschuss von New Hampshire. Zwischen 1777 und 1780 nahm er nochmals am Kontinentalkongress teil. Ab 1776 war er auch Richter im Rockingham County. Ob er jemals Jura studierte, wird in den Quellen aber nicht erwähnt. 1783 war er auch Mitglied und Präsident eines Verfassungskonvents von New Hampshire. Im selben Jahr wurde er Vorsitzender Richter des Berufungsgerichts von New Hampshire (Court of Common Pleas). Er starb am 26. Mai 1790 in seiner Heimatstadt Exeter.